# غوستاف بيوركمان
غوستاف بيوركمان هو لاعب باندي ‏ سويدي، ولد في 24 فبراير 1976 في السويد.